# Suite bergamasque

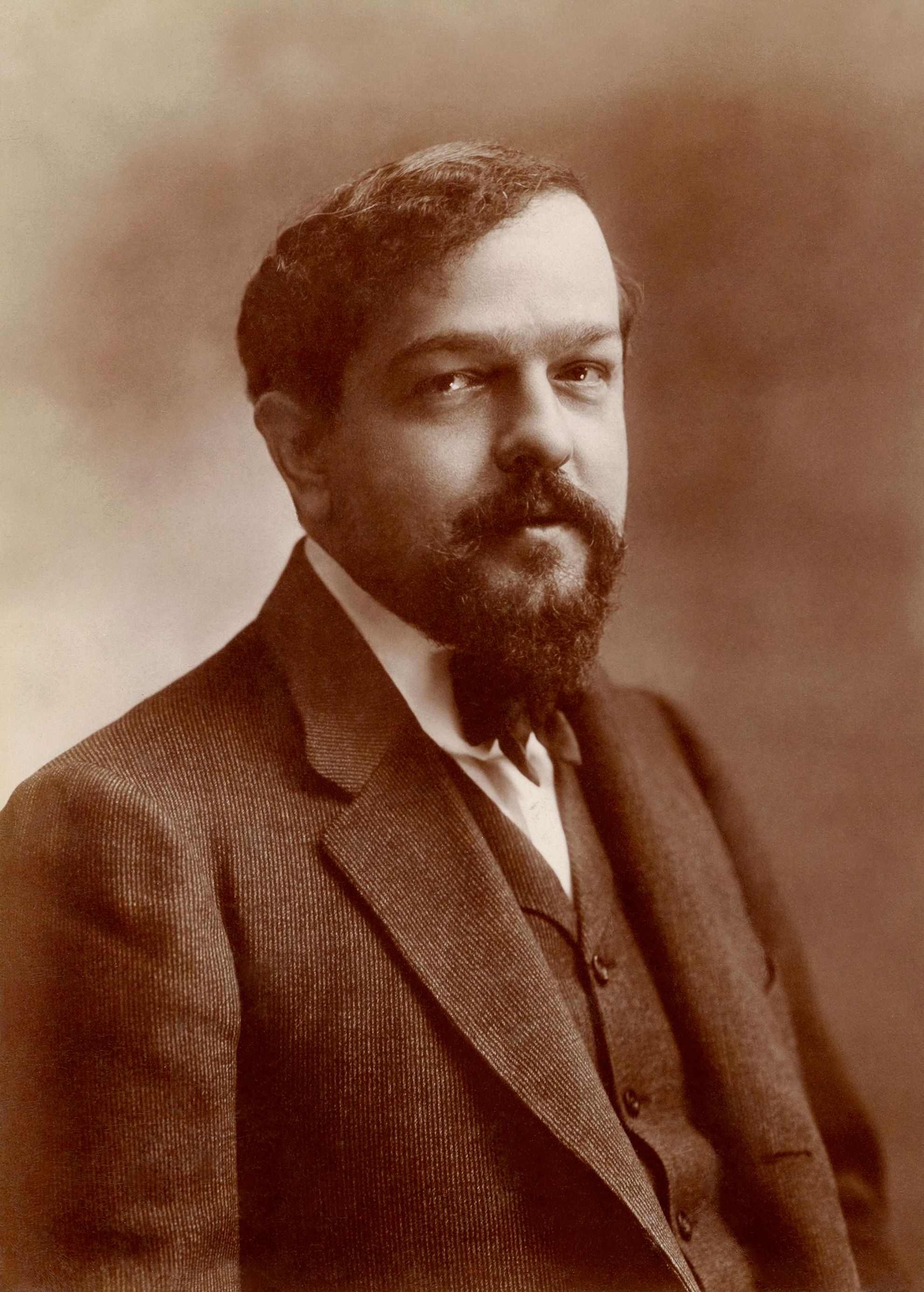
Debussy

Suite bergamasque (L. 75) (franskt uttal: [bɛʁɡamask]) är en pianosvit av Claude Debussy.
Man tror att Debussy började komponera Suite bergamasque 1890, medan han fortfarande studerade musik. År 1905 reviderade han sitt verk och publicerade det under titeln "Suite bergamasque". Det är okänt hur mycket av det verket som slutfördes 1890 och hur mycket som skrevs till 1905.

## Struktur
Sviten bergamasque består av fyra satser:
- "Prélude"
- "Menuet"
- "Clair de lune"
- "Passepied"

Sviten har orkestrerats av många kompositörer, bland annat André Caplet, Leopold Stokowski och Lucien Cailliet.

## Clair de lune
Den tredje och mest kända satsen ur Suite bergamasque är Clair de lune, vilket betyder "månsken" på franska. Dess namn kommer från Paul Verlaines dikt med samma namn som också hänvisar till dansen "bergamask" i dess inledande strof: Votre âme est un paysage choisi / Que vont charmant masques et bergamasques / Jouant du luth et dansant et quasi / Tristes sous leurs déguisements fantasques.

## Bergamask
Bergamask är en dans från staden Bergamo i norra Italien. Bergamasken ansågs vara en klumpig, rustik dans som associeras med clowner eller gyckelspel.